# Fischingertal

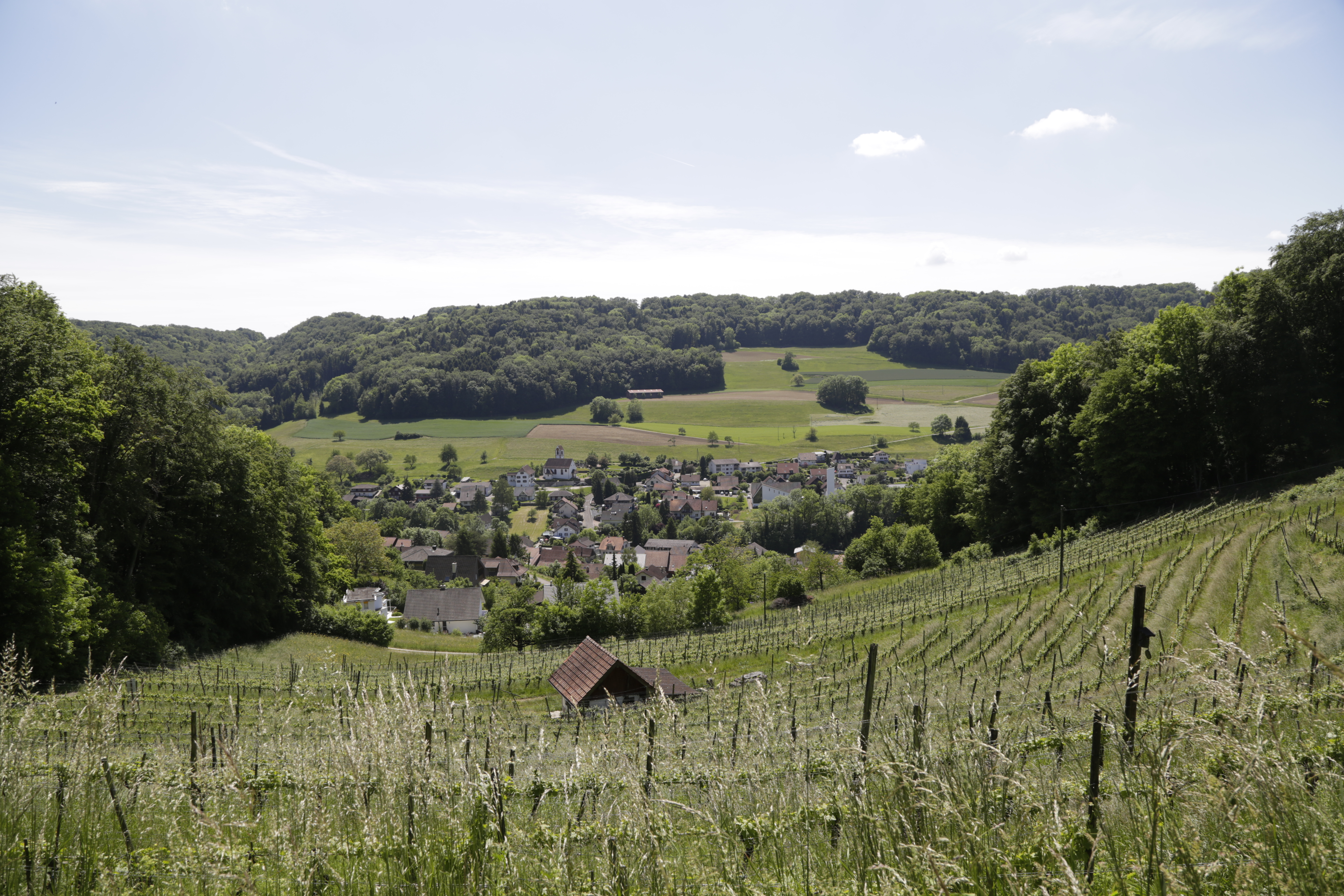
Rebberg Obermumpf im Fischingertal (2016)

Das Fischingertal ist ein rund 5 Kilometer langes Tal zwischen Mumpf und Schupfart im Bezirk Rheinfelden, Kanton Aargau, Schweiz. Die vier zum Fischingertal gehörenden Gemeinden Schupfart, Obermumpf, Mumpf und Wallbach zählen zusammen rund 4'700 Einwohner.

## Geografie
Das Tal liegt im nordöstlichen Tafeljura; dem Teil des Schweizer Jura, welcher im Gegensatz zu dessen aufgefalteten Teilen (Faltenjura) nicht gefaltet wurde. Das Fischingertal verläuft praktisch geradlinig von Südost nach Nordwest und wird umgeben von weiten tafelförmigen Hochflächen, in welche das steilwandige und schmale Tal eingetieft ist. Es wird vom Fischingerbach durchflossen, welcher an der Nordflanke des Tiersteinberges bei Schupfart auf ca. 550 m ü. M. entspringt und bei Mumpf auf 286 m ü. M. in den Hochrhein mündet. Das Fischingertal weist wie die meisten anderen Juratäler der Region Fricktal einen sehr schmalen Talboden auf. Auf der südwestlichen Seite des Tals liegt die ausgedehnte Hochebene Looberg-Wabrig-Hersberg, welche das Fischingertal vom parallel verlaufenden Möhlintal trennt.
Den Namen erhielten das Tal und der Talbach in Erinnerung an den Mumpfer Bürger Johann Baptist Ignaz Fischinger (1768–1844), der im neu gebildeten Bezirk Rheinfelden als erster Bezirksamtmann wirkte.
Das Tal zieht sich über eine Fläche von 1'979 ha (19,79 km²), davon sind 36 % Wald und 12 % Siedlungsgebiet, 49 % werden landwirtschaftlich genutzt. Mit 4'665 Einwohnern (Stand 31. Dezember 2006) hat das Tal eine Bevölkerungsdichte von 235 Einw./km².

## Nutzung
Durch günstige klimatische Einflüsse verzeichnet das Tal bis zu 40 Sonnentage mehr als das Schweizer Mittelland und ist zudem meist nebelfrei. Dank dem relativ milden Klima sowie der windgeschützten Lage des Fischingertals eignet sich das Tal auch für den Rebbau. So werden auf der Südseite des Eikerberges bei Obermumpf die Rebsorte Spätburgunder zur Verarbeitung zum Rotwein Obermumpfer Pinot Noir sowie die Rebsorte Müller-Thurgau zur Verarbeitung zum Weisswein Obermumpfer Riesling x Sylvaner angebaut.
Oberhalb Schupfart befindet sich der Flugplatz Fricktal-Schupfart, auf dem jährlich das «Schupfart Festival» stattfindet.

## Verkehr
Das Fischingertal ist durch die Buslinie 90 (Möhlin–Wallbach–Mumpf–Schupfart) der PostAuto Nordschweiz an das öffentliche Verkehrsnetz angeschlossen. Vereinzelte Postautokurse verbinden das Fischingertal von Schupfart aus auch mit dem Möhlintal (via Flugplatz Fricktal-Schupfart nach Wegenstetten). Der Bahnhof Mumpf, welcher sich zwischen den Gemeinden Mumpf und Wallbach befindet, liegt an der Bözbergstrecke. Hier verkehrt die Linie S1 der S-Bahn Basel, die von Basel nach Frick bzw. Laufenburg verkehrt. Die nächstgelegene Anschlussstelle der Autobahn A3, welche das Fischingertal bei Mumpf über ein Viadukt überquert, befindet sich in Eiken, rund 5 km östlich von Mumpf bzw. rund 4 km nördlich von Schupfart.